# 后夜蛾
后夜蛾（学名：Trisuloides sericea）为隆蛾科后夜蛾屬下的一个种。